# Торе деле Стеле (Каљари)
Торе деле Стеле је насеље у Италији у округу Каљари, региону Сардинија.
Према процени из 2011. у насељу је живело 107 становника. Насеље се налази на надморској висини од 87 м.